# Niu Di
Niu Di (chiń. 牛笛; ur. 22 września 1996 roku w Wuhanie) – chińska wspinaczka sportowa specjalizująca się we wspinaczce na czas.

## Kariera sportowa
Wicemistrzyni świata we wspinaczce na czas w 2019.
W Szanghaju w 2016 roku podczas 1. Akademickich mistrzostw świata zdobyła brązowy medal we wspinaczce na czas.

## Osiągnięcia

### Mistrzostwa świata
| Konkurencje       | 2018 | 2019 |
| Wsp. na czas      | 9    | 2    |
| Wspinaczka łączna | 34   | 15   |

### Akademickie mistrzostwa świata
| Konkurencje       | 2016 | 2018 |
| Wsp. na czas      | 3    | 6    |
| Wspinaczka łączna | —    | 13   |